# 三笠メロン
三笠メロン（みかさめろん）は、北海道三笠市で生産されるメロンのブランド名。

## 主な種類
- 三笠メロン（赤肉：ネットメロン）（I.Kメロン種）（ルピアレッドメロン種）
- 三笠メロン（青肉：ネットメロン）
- 三笠プリンスメロン
- 三笠カンロ（マクワウリ）

## 沿革
- 1907年頃 - 北海道空知郡三笠山村（現：三笠市）にてマクワウリ等の瓜類の生産が最盛期を迎える。

北海道地方の古くからの呼称は、「アジウリ（味瓜）」。明治期は「キンカウリ（金甜瓜）」・「ギンカウリ（銀甜瓜）」とも呼ばれ、大正末期は「カンロウリ」（甘露瓜）。また、旧市来知村地区で生産されたものは、「市来知（いちきしり）もの」として重宝される。現在は、「三笠カンロ」と地域ブランド名で生産・出荷される。
- 1919年頃 - 北海道空知郡三笠山村にてメロン栽培がはじまる。
- 1969年 - 三笠市の委託育種試験（三笠市及び三笠市農業協同組合が実施）により「三笠メロン」が生み出される（ネットメロン・プリンスメロンなど）。
- 1974年4月15日 - 三笠市農業協同組合及び萱野農業協同組合の合併により、三笠市農業協同組合が設立される。三笠市全域で三笠メロンが生産・品質管理が行われ、三笠メロンのブランドが確立される。
- 1993年2月1日 - 三笠市農業協同組合ほか南空知にある5つの農協の広域合併により、いわみざわ農業協同組合が設立される。同農協は三笠産及び岩見沢産のメロンを「三笠メロン」とした。
- 2003年 - いわみざわ農業協同組合に出荷される三笠産以外の三笠メロンのIK種及び三笠メロン以外のブランド名メロン全て並びに三笠産三笠メロンのルピア種を「いわみざわスィート」に名称変更（三笠産IK種は従来通り三笠メロン）
- 2004年 - 三笠市農産物振興事業推進協議会が三笠産三笠メロンを「いわみざわ」の名称が入っていない贈答用化粧箱に詰め替えて販売・発送するサービスを開始
- 2005年 - いわみざわ農業協同組合に出荷される三笠産ルピア種の一部を「三笠メロン」とする。
- 2014年4月1日 - イオンアグリ創造株式会社が北海道三笠農場（イオン農場）を設置。三笠メロンの栽培を始める。
- 2014年6月2日 - イオンアグリ創造株式会社の三笠メロンが三笠ジオパーク認定商品（認定第２号）となる。
- 2015年7月2日 - 三笠市、三笠Ｉ・Ｋメロン保存会、三笠市農業団体協議会、北海道空知総合振興局、イオンリテール株式会社、イオン北海道株式会社、マックスバリュ北海道株式会社が「北海道三笠メロン食の匠協議会」を設立。
- 2019年 - イオンアグリ創造株式会社北海道三笠農場（イオン農場）が出荷するメロンのうち、IK種は三笠メロンとして、その他の品種は三笠産メロンとして出荷。

## 主な加工・用途
- 恐竜漬け - 漬け物（メロン漬け）
- 地産地消
  - ホテル・レストランでの創作料理に使用
  - 桂沢観光ホテルでの季節料理に採用（同ホテルは営業終了）
  - 三笠ジオパーク認定商品（認定第２号）をイオン三笠ショッピングセンターイオンスーパーセンター三笠店で販売